# Allium yongdengense
Allium yongdengense — вид рослин з родини амарилісових (Amaryllidaceae); ендемік Китаю.

## Опис
Цибулини скупчена, циліндричні, діаметром 0.3–0.5 см; оболонка сірувато-коричнева. Листки коротші від стеблини, 0.5–1 мм завширшки, півциліндричні. Стеблина 13–17 см, вкрита листовими піхвами лише в основі. Зонтик малоквітий. Оцвітина пурпурно-червона; сегменти яйцювато-довгасті, 7–9 × 2.5–3 мм, внутрішні трохи довші, ніж зовнішні. Період цвітіння й плодоношення: серпень — вересень.

## Поширення
Ендемік Китаю — Ганьсу, Цінхай.
Населяє сонячні та сухі схили.